# Avahi ramanantsoavana
L'avahi di Ramanantsoavana (Avahi ramanantsoavana) è un lemure della famiglia degli Indriidi, endemico del Madagascar, di recente scoperta.

## Distribuzione
Questi animali sono diffusi nella zona sud-orientale dell'isola, dove occupano la zona compresa fra i fiumi Manampatrana e Mananara.

## Descrizione

### Dimensioni
Misura fino ad 80 cm di lunghezza, per un peso di 1,2 kg: queste misure ne fanno il più grande rappresentante del suo genere.

### Aspetto
Il pelo è perlopiù grigio-bruno nella zona dorsale e biancastro su ventre, gola e parte posteriore delle cosce. La lunga coda è violacea nella parte distale e sfuma man mano nel grigio-bruno in quella prossimale. Sfumature violacee sono presenti anche sul pelo delle mani, sugli avambracci, sulle spalle e sulla sommità del cranio. Gli occhi sono rossicci.

## Comportamento
Si tratta di animali erbivori, diurni ed arboricoli.

A causa dello scarso valore nutritivo del loro cibo, non sono animali molto reattivi, anzi passano gran parte del loro tempo a sonnecchiare fra le chiome degli alberi, dove è una facile preda a causa della posizione assai esposta.

Vivono perlopiù in gruppi familiari, con una coppia dominante riproduttrice e vari cuccioli di differenti età, provenienti da varie cucciolate.

### Alimentazione
Nonostante condividano l'habitat con Lepilemur jamesi, le due specie raramente entrano in competizione per il cibo, poiché i cauti avahi raramente si avventurano su rami sottili senza avere un solido supporto sotto le zampe posteriori, mentre gli scattanti lepilemuri non esitano a raggiungere i succosi germogli posti sulle punte dei rami più sottili, sfoggiando doti da provetti acrobati circensi.

Gli avahi, inoltre, sono meno generalisti dei lepilemuri: si cibano perlopiù di germogli e foglie immature, mentre tendono a mangiare solo la parte carnosa delle foglie completamente sviluppate, lasciando il picciolo e la nervatura centrale attaccati alla pianta.